# 广州大学城
广州大学城（英語：Guangzhou Higher Education Mega Center），建设时曾被称为广州地区高校新校区，是位于中华人民共和国廣東省廣州市的一個大学园区，位于番禺区的小谷围岛，面积17.9平方公里，于2003年1月启动建设，2004年8月底正式投入使用并迎来首批十所高校进驻。2014年起，3所高校陆续入驻位于小谷围岛南岸地区、面积25.3平方公里的“广州国际创新城南岸”（即规划初期所称的“大学城二期”）。
广州大学城建设和运作实行“统一规划、统一建设”，采取政府统筹、高校主体运行和社会力量参与的模式，政府主要负责基础设施的建设和统筹大学城各校区的规划和建设，高校负责校区教学、科研和管理设施的建设，企业和社会其他组织负责服务体系的建设和投资。在设计上，小谷围岛内采用环形放射式道路系统，内、中、外环路之间分别布置中心共享区、生活区、教学区，使教学设施、各类场馆、市政配套得以高度共享。
广州大学城定位为中国一流的大学园区，华南地区高级人才培养、科学研究和交流的中心，产、学、研一体化发展的城市新区，适应市场经济体制和广州国际化区域中心城市地位、生态化和信息化的大学园区。在最新的规划中，广州大学城（一期）和创新城南岸（大学城二期）被一同纳入广州国际创新城重大发展平台中，将被打造成国家现代服务业国际创新园，以高教研发、科技服务、创新产业为主导功能，发展为国际科技产业孵化基地，全球科技人才创新创业基地，国家一流的高等教育集聚区。

## 规划范围

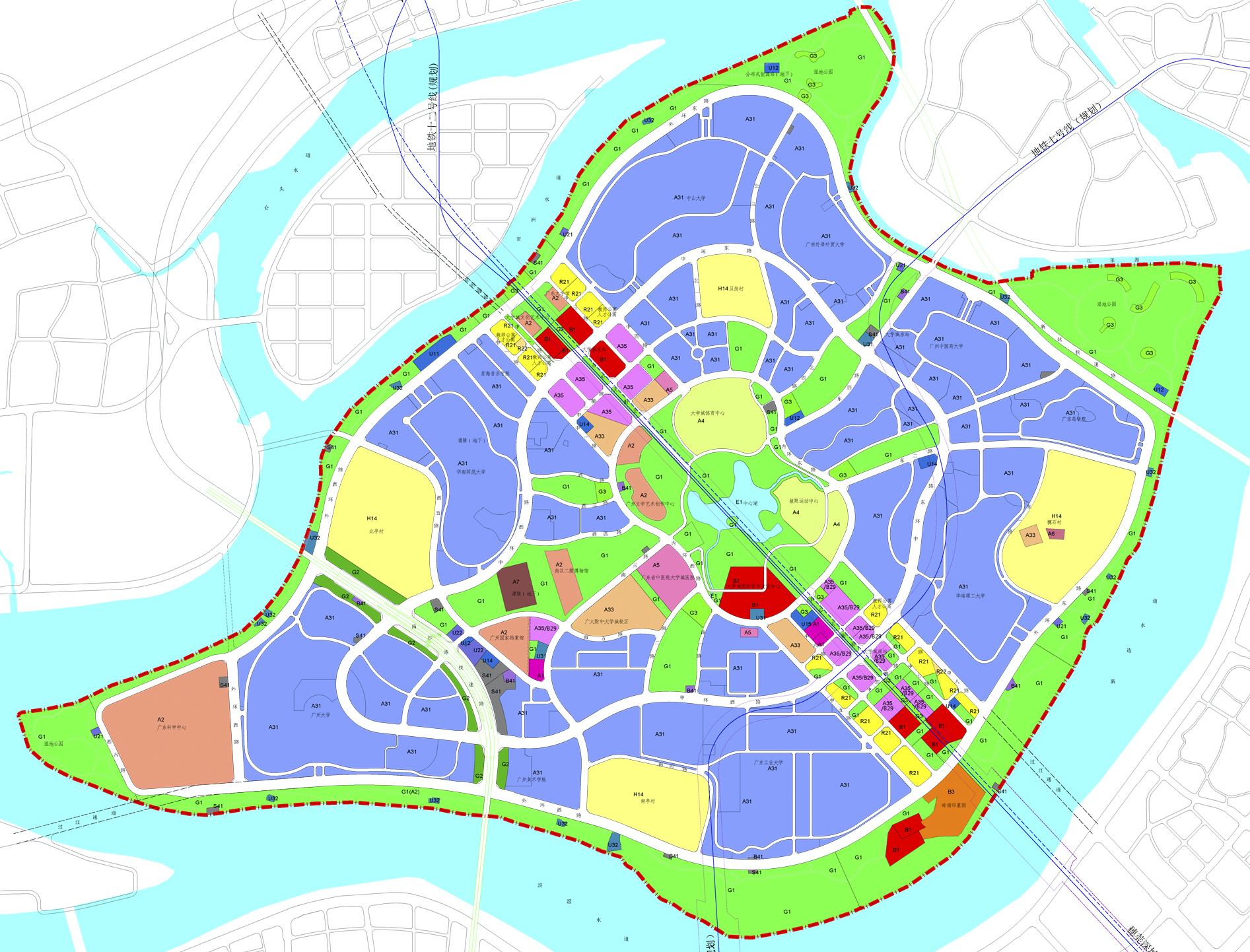
2015年发布的《广州大学城控制性详细规划修编》通告附图

2001年12月24日通过的《广州大学城发展规划》中，广州大学城的规划范围为小谷围岛及南岸处于城市中部快线和京珠高速公路之间、金山大道以北的区域，用地规模约43.3平方公里，规划总人口35-40万人。小谷围岛内采用环形加放射形道路网络，主要解决各大学组团之间的联系；小谷围岛南岸地区采用网格式道路网络。小谷围岛南北岸的交通联系通过两座跨江大桥、一条隧道及地铁四号线解决。大学城的建设按照总体规划、分步实施的原则推进，先开发小谷围岛，后建设南岸地区。2003年12月，时任广州市规划局局长潘安指，番禺区新造镇小谷围岛周边地区“三岛一岸”（官洲岛、长洲岛、洛溪岛、小谷围南岸）将被打造成“广州大学城圈”，官洲岛将成为今后大学城的研发中心，洛溪岛成为大学城生活区，长洲岛将规划为大学城的综合服务区，小谷围岛南岸地区则是大学城的二期工程。
2004年大学城一期投入使用后，根据规划，小谷围岛南侧的新造镇约为26平方公里的土地将建设大学城二期工程。2005年9月，广州市发改委有关负责人在新闻发布会上透露，虽然由于考虑种种因素，二期的建设尚无时间表，但大方面的规划已经确定，“肯定要在小谷围岛外继续发展高校园区”。暨南大学、南方医科大学和广州医学院已确定意向并获得初步批准，另外还有两所院校也在积极洽谈中，很有希望同时进入，这五所学校将共同纳入二期工程第一组团进行建设。但在2006年，南方医科大学新校区选址顺德，暨南大学和广州医学院（现广州医科大学）新校区在2010年后才相继立项并落户大学城组团二期规划用地，其余两所高校落户番禺的计划则未见下文。
2012年，广州市提出“主城区重大战略发展平台”的划分概念，大学城一期、二期以及生物岛被统一纳入“广州国际创新城”重大发展平台当中，大学城二期的提法也在2010年广州亚运会后渐渐淡出政府文件和公众视野。2013年，广州市批准《广州国际创新城南岸起步区控制性详细规划》，将原大学城二期规划用地划入广州国际创新城南岸起步区内，定位为“大学城延伸区”。在2015年公布的《广州大学城控制性详细规划修编》中，广州大学城规划范围明确为番禺区小谷围岛，规划居住人口3.7万人、高校学生18万人。

## 历史

### 背景
1999年中国大陆高校扩招后，几乎所有在广州市的高校都面临着发展用地不足的困境。而广州中心城区用地紧张，已远远不能支持市内高校的发展需求。中山大学、暨南大学等高校更到其他空间开阔、政策优惠的城市建立分校区。有市领导担心这种形势势必造成广州市高校资源和高校产业的流失，长此以往也必将影响广州华南地区文化教育中心城市的地位。2000年8月，广州提出兴建广州大学城的意向获省政府支持重视。

### 选址
2000年8月，广州市城市规划局会同广东省教育厅及各高校领导开始了广州大学城的选址工作，并初步选出了4个候选地点：花都区的狮岭镇马岭水库周边地段、花山镇新庄水库和花东镇蟾蜍水库两侧地段，番禺区的新造镇小谷围岛及其南部对岸地段、化龙镇中部地段。2000年12月20日，根据有关专家的建议，当局增加了天河区五山龙洞一带和番禺区石楼和石碁镇部分地区两个选址方案。考虑到日后与五山高校区的协调发展，专家们最初倾向于在天河区龙洞建设新的大学城，后因用地规模不足搁置。最终，广州市委常委会在2001年3月2日决定将候选方案中离广州市区最近的新造镇小谷围岛及其南岸地区作为广州大学城的选址。
广州市规划局有关人士认为该地有五个区位优势：位于广州的南拓轴上和都会区中，距离广州市中心约17公里；与生物岛、琶洲会展中心、廣州科学城邻近，容易形成“产、学、研”一体化的创新基地；位于广州高速公路、轨道交通的城市交通网络体系内，可最大程度满足大学城的多元交通需求；附近富有近代史迹文化、岭南园林文化、现代文化，加上小谷围岛源远流长的历史，文化氛围浓郁；处在“三线一中心”的东南水乡旅游线上，可结合校园文化发展旅游业。

### 建设

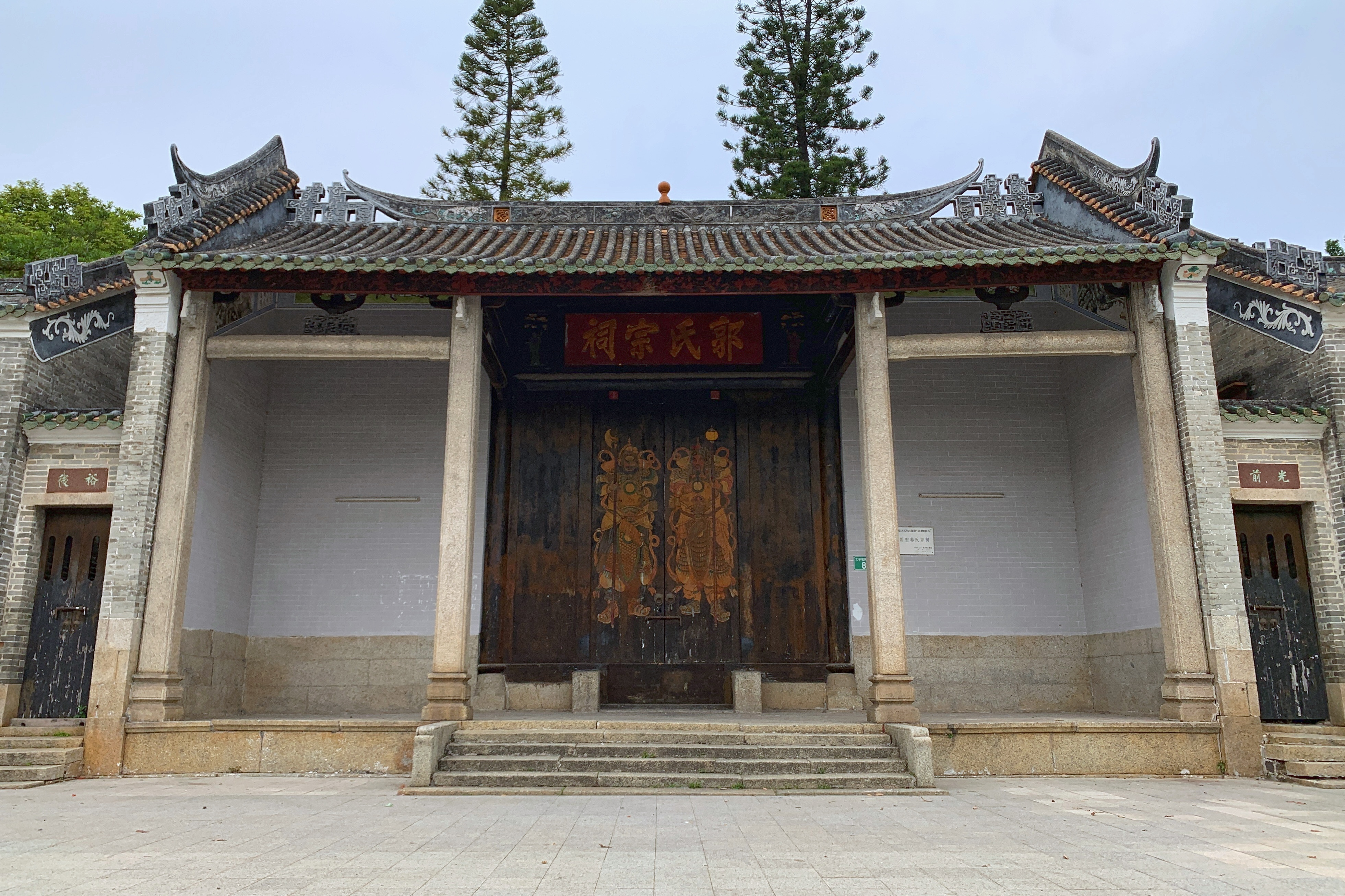
位于原郭塱村内的郭塱郭氏宗祠

2002年2月27日，《广东省广州大学城建设方案》获得通过，明确由省市共建广州大学城。同年，广东省人民政府发展研究中心及华南师范大学进行了专门的发展课题研究，最终以当前最急需发展用地的高校、急需发展前沿学科的综合性大学作为选择首批进驻广州大学城高校的标准。2003年2月3日，时任广州大学校长林维明在接受记者采访时透露，广州大学将成为第一所进驻广州大学城的高校。2003年2月27日，首批进驻广州大学城的10所高校名单、位置和用地面积最终确定，同时，广州市规划局正式发布广州大学城整体城市设计与校区组团详细规划设计竞赛文件，邀请国内外15家著名规划设计单位参与。
2002年6月10日，广州大学城征地拆迁工作动员大会召开，广州大学城建设正式启动。因广州大学城建设，原小谷围岛原有的南亭村、北亭村、穗石村、贝岗村、郭塱村、练溪村6个行政村近1.4万村民按规划分批迁移，其中郭塱村除保留位于现中心湖内的郭氏宗祠、练溪村除保留11栋建筑建设广州大学城博物馆（后改名嶺南印象園）以外被全部拆除。拆迁后，小谷围岛仅保留南亭村、北亭村、穗石村、贝岗村部分区域，大部分村民于2003年5月迁往新造镇谷围新邨内。
2003年1月21日，时任中共广东省委书记张德江到小谷围岛对广州大学城规划和建设进行实地考察，提出“建成全国一流大学城”和“2004年9月开学招生”的建设目标。1月28日，广州市政府正式成立了由时任市委书记林树森、时任市长张广宁担任正副指挥的广州大学城建设指挥部，负责大学城建设的各项事宜。2003年5月15日，连接海珠区的广州大学城施工便桥开工，标志大学城基建施工正式开启。2003年10月，10所最先进入广州大学城的高校相继举行新校区奠基典礼，广州大学城进入校区建设阶段，各高校建设资金筹措主要采取学校自筹、政府贴息贷款的方式进行。建设银行广东分行专门拨出120亿元用于首批进驻的十所高校新校园建设的贷款，由广东省政府财政资金负责贴息。
整个小谷围岛的十所高校分两期建设，一期工程为各进驻高校2004年9月开学所需的教学楼及学生宿舍等配套设施，及大学城基本市政设施，总建筑面积约230万平方米，包括141栋主体建筑、66公里的城市市政道路、120公里校区道路、8.6平方公里的绿化工程，各校区一期建筑除受高压线迁移影响延期的6幢建筑以外，于2004年6月底全部完工并分批向各校移交，而延期的6幢建筑于8月中旬竣工，主要市政道路及市政配套设施施工于2004年8月底前完成；二期工程为各进驻高校重要的标志性建筑及公用建筑，总建筑面积约252万平方米，包括173栋单体建筑，于2004年5月开工，2005年9月全部建成。2005年12月，总投资12亿元（后增加至15亿元）的大学城体育场馆设施“八馆一场”项目动工，除在一期工程中已建成的广州美术学院和星海音乐学院体育场馆之外，新建其他八所高校室内体育馆各一座、四万人中心体育场一座，实行统一规划设计，按不同比赛功能进行分工建设，2007年5月正式交付使用。在广州大学城建设高峰期，小谷围岛上聚集了超过1000个建设单位、10万多名建设者。

### 使用运营
2004年8月14日，为了检验大学城的交通、环卫等各项基础设施和各校区配套服务设施，大学城建设指挥部举行大规模运行演练，邀请广州地区部分高校师生教职工和新生家长、广州市民和社会各界人士3万多人，免费乘坐公共汽车或自驾车到广州大学城参与检阅教学楼、学生宿舍、市政绿化等基础设施，并凭餐券到相应的大学饭堂免费就餐，体验学生伙食。据初步统计，共有9万多人次乘坐公交车来往大学城，大大超过预计人数，演练进展顺利，各项基础设施基本运转正常。
2004年8月24日，广州大学300多名学生作为首批学生入驻大学城。8月30日，广州大学城正式宣告开园，广州大学、华南理工大学、广东工业大学、广东药学院（广东药科大学）在新校区开学上课，各高校也陆续迎来本科新生入驻，广州大学城十所高校全面投入运作，配套建设的银行、邮局、商场、书店基本开始营业，覆盖大学城生活消费的“大学城一卡通”系统启用，9月10日，各校新生入驻完毕，合共进驻大学城的学生达到37,792名。
2004年9月29日，番禺区小谷围街道办事处正式挂牌。按照原有的行政区划，小谷围岛分属广州三区四镇（番禺区新造镇及南村镇、海珠区新滘镇、黄埔区长洲镇），而新设立的小谷围街道办事处隶属番禺区，负责整个小谷围岛内所有的行政和社会事务管理。
2004年11月21日，作为广州大学城进驻师生的首次大型校园文化艺术活动，“青春起飞——广州大学生文艺晚会”在大学城中山大学校区图书馆门前广场举行，这场晚会由广东省教育厅及广州大学城建设指挥部组织，由大学城十所高校及广州体育学院超过3000名师生参演，为建国以来广东高校规格最高、规模最大的文艺演出。
2006年4月，广东省教育厅在广州大学城各高校本科专业中试行课程互选、学分互认，2007年3月，首批参与该项目的华工、广外、华师、星海、广美、广中医和广药七所高校开设了77门互选课程，但仅8门课程能按原计划于4月开课，其余的皆因报名人数不够而停开。
2007年7月18日至28日，第八届全国大学生运动会在广州大学城举行，为广州大学城首次承办的大规模综合赛事。2007年9月28日，位于大学城中心区的广州大学城体育中心正式挂牌成立。
2008年12月19日，广州大学城管理委员会成立，作为番禺区政府的派出机构，管委会与小谷围街道办事处合署办公。
2013年9月23日，广州大学城十校图书馆馆际互借试运行服务正式开通，师生可通过该系统共享大学城高校的图书资源。
2014年12月30日，在广州大学城建设10周年之际，大学城内的12所高校签署了《广州大学城高校联盟加盟协议书》，发起成立“广州大学城高校联盟”，并由中山大学担任首届联盟理事长单位。

### 后续发展
广州地铁7号线西延顺德段在2022年建成通车后，广州大学城已实现25分钟坐地铁直达佛山顺德北部。2016年11月26日，佛山市顺德区人民政府与广东省教育厅签署《关于协同推进“大学城卫星城”建设框架协议》，在顺德北部片区建设运营大学城卫星城。

## 入駐大学

### 小谷围岛
首批于2004年9月入駐大学城的十所高校为：
| 组团     | 位置           | 总面积                    | 学校                         | 性质   | 总占地面积              |
| -------- | -------------- | ------------------------- | ---------------------------- | ------ | ----------------------- |
| 第一组团 | 小谷围岛北部   | 3,133.9亩（208.93公頃）   | 中山大学（广州校区东校园）   | 分校区 | 1,483.5亩（98.90公頃）  |
| 第一组团 | 小谷围岛北部   | 3,133.9亩（208.93公頃）   | 广东外语外贸大学（南校区）   | 分校区 | 1,095亩（73.0公頃）     |
| 第二组团 | 小谷围岛东部   | 4,248.9亩（283.26公頃）   | 广州中医药大学（大学城校区） | 主校区 | 1,450亩（97公頃）       |
| 第二组团 | 小谷围岛东部   | 4,248.9亩（283.26公頃）   | 广东药科大学（大学城校区）   | 主校区 | 约700亩（47公頃）       |
| 第二组团 | 小谷围岛东部   | 4,248.9亩（283.26公頃）   | 华南理工大学（大学城校区）   | 分校区 | 1,658亩（110.5公頃）    |
| 第三组团 | 小谷围岛南部   | 3,610.8亩（240.72公頃）   | 广东工业大学（大学城校区）   | 主校区 | 2,118.4亩（141.23公頃） |
| 第三组团 | 小谷围岛南部   | 3,610.8亩（240.72公頃）   | 广州美术学院（大学城校区）   | 分校区 | 414亩（27.6公頃）       |
| 第四组团 | 小谷围岛西南部 | 1,851亩（123.4公頃）      | 广州大学（大学城校区）       | 主校区 | 1,975.6亩（131.71公頃） |
| 第五组团 | 小谷围岛西北部 | 1,683.15亩（112.210公頃） | 星海音乐学院（大学城校区）   | 主校区 | 285亩（19.0公頃）       |
| 第五组团 | 小谷围岛西北部 | 1,683.15亩（112.210公頃） | 华南师范大学（大学城校区）   | 分校区 | 1,462亩（97.5公頃）     |

### 广州国际创新城南岸（原大学城二期）
第二批入駐广州国际创新城南岸（原大学城二期）的高校有三所。其中暨南大学和广州医科大学已于2014年9月入驻；华南理工大学（广州国际校区）于2019年9月入驻。
| 所在片区 | 学校                         | 性质   | 总占地面积              | 可容纳学生 |
| -------- | ---------------------------- | ------ | ----------------------- | ---------- |
| 西南片   | 暨南大学（番禺校区）         | 分校区 | 1,771.2亩（118.08公頃） | 1.7万      |
| 东北片   | 广州医科大学（番禺校区）     | 主校区 | 1,006.5亩（67.10公頃）  | 1万        |
| 西南片   | 华南理工大学（广州国际校区） | 分校区 | 1,720.5亩（114.70公頃） | 2万        |

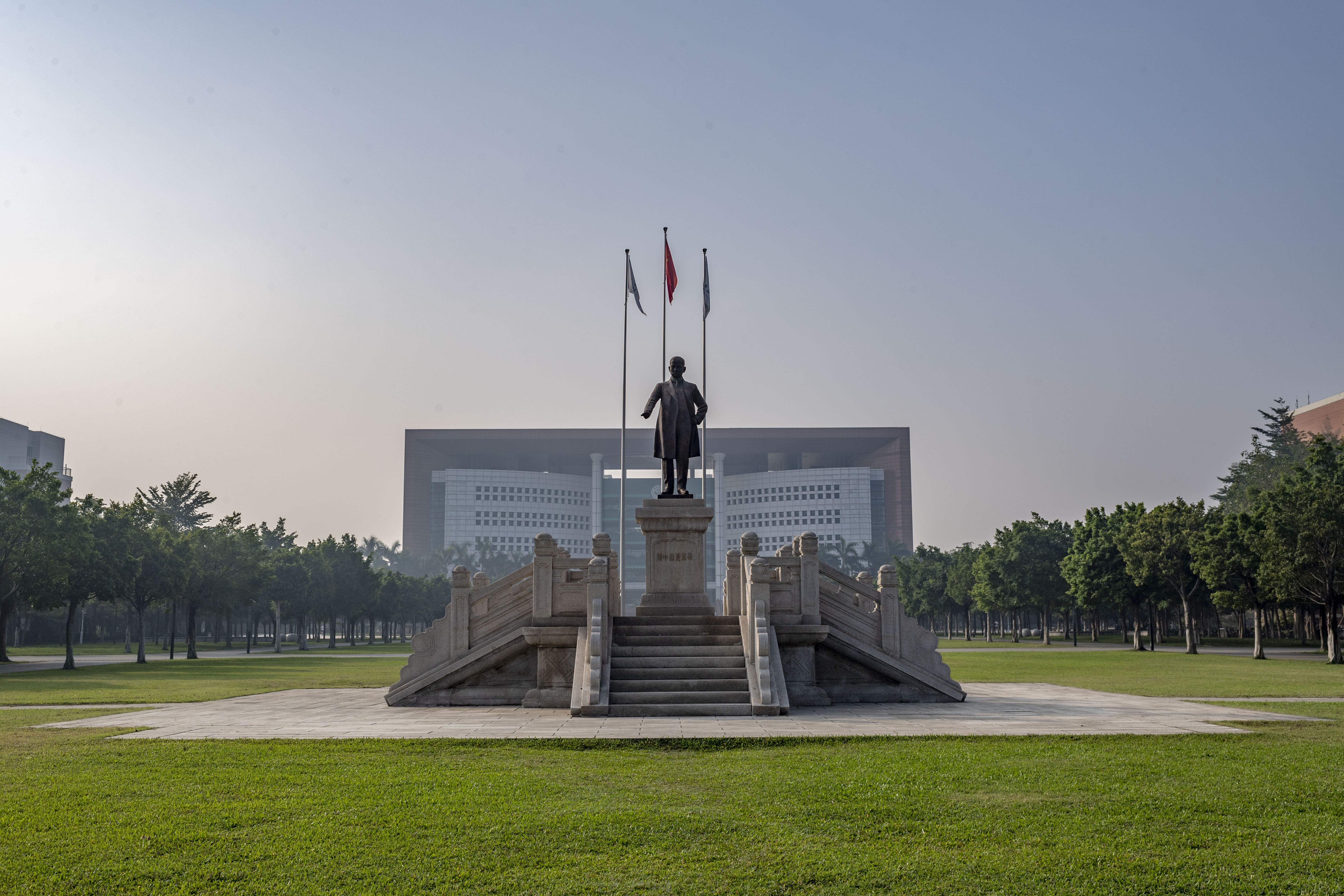
中山大学东校园的 孙中山铜像与图书馆
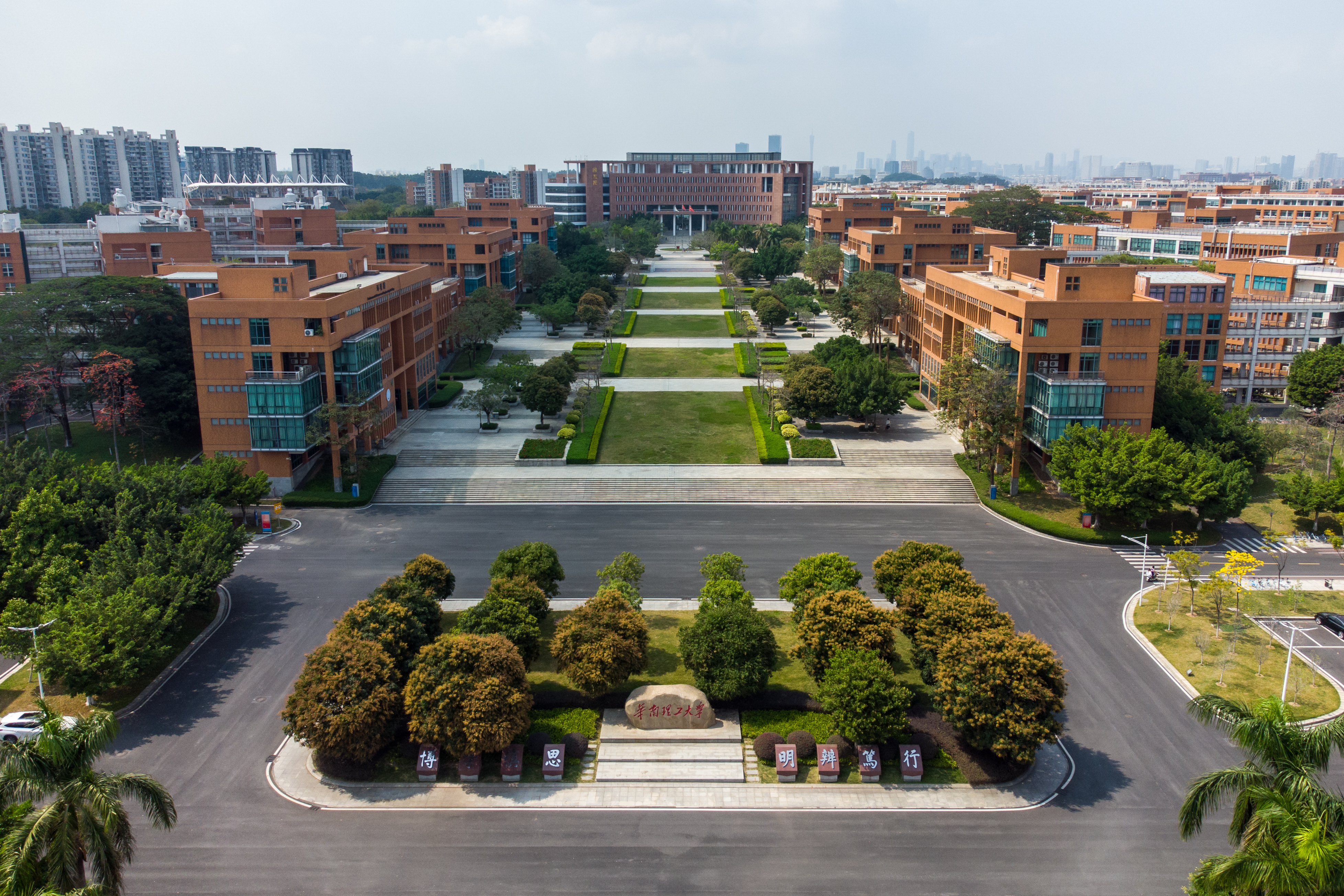
华南理工大学 大学城校区
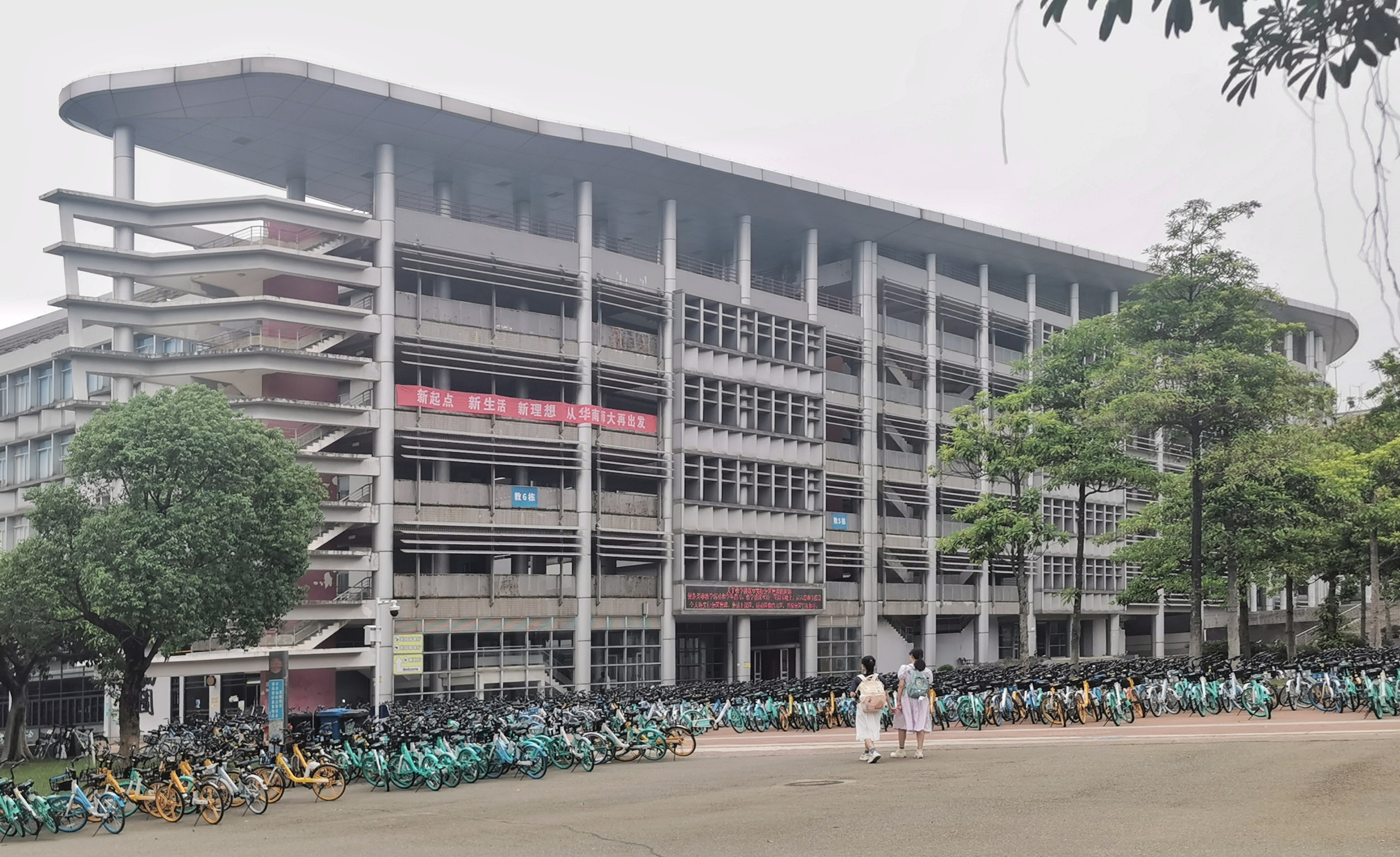
华南师范大学 大学城校区教学楼
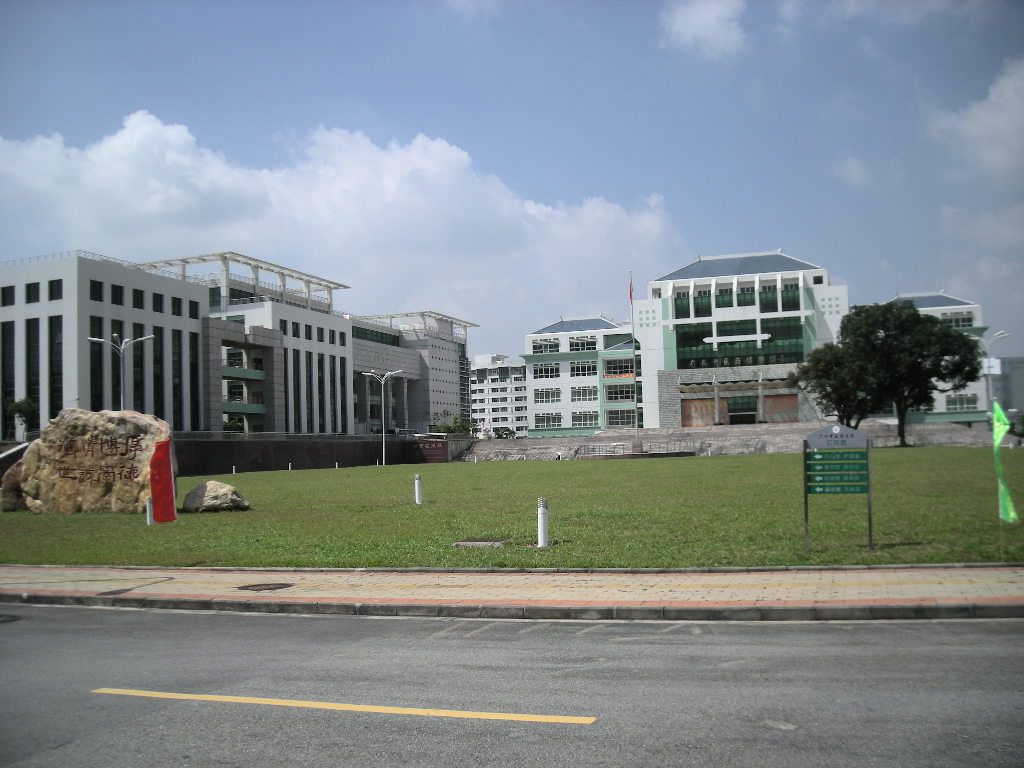
广州中医药大学 大学城校区图书馆
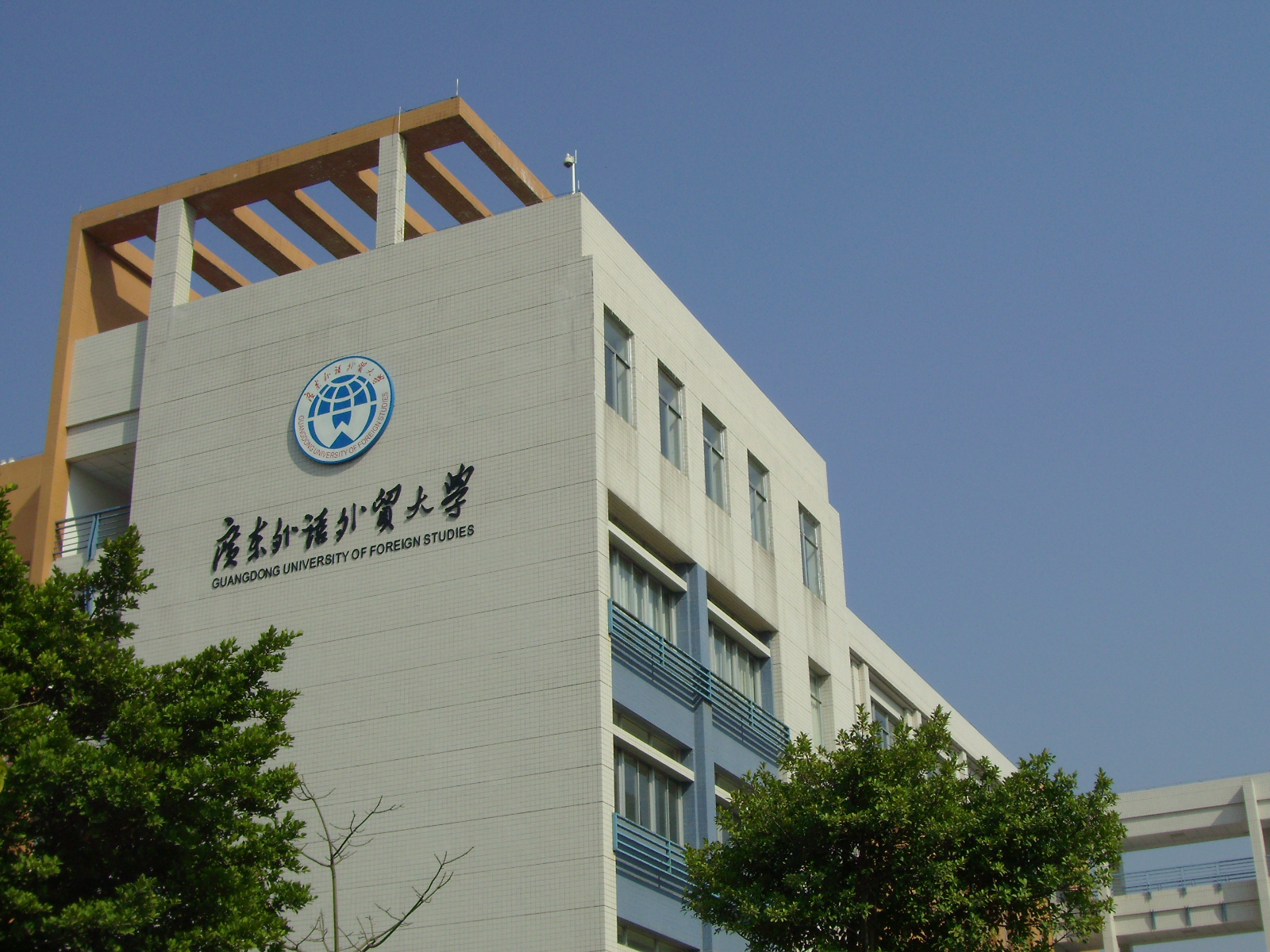
广东外语外贸大学 南校区教学楼
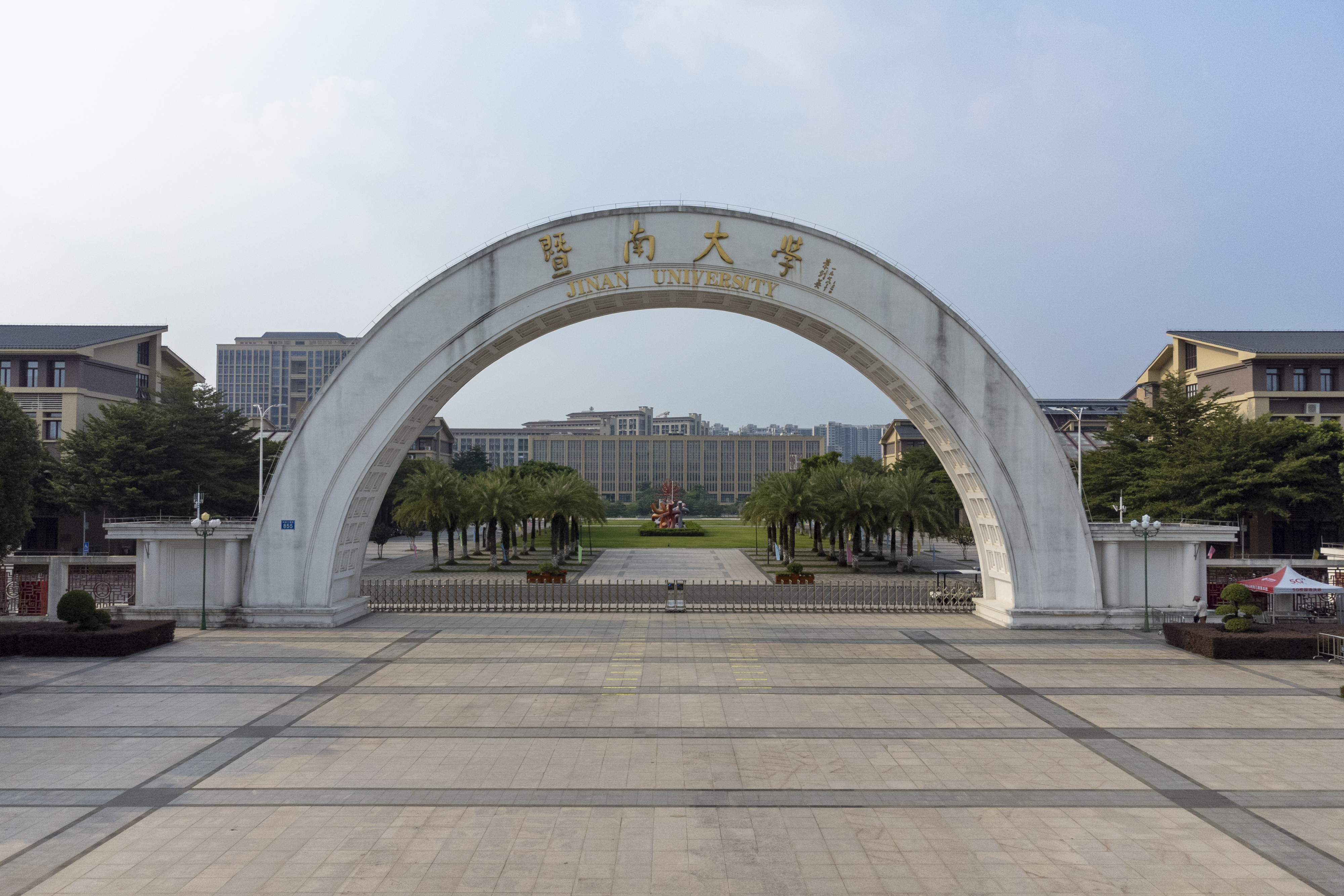
暨南大学 番禺校区东南门

## 公共设施

### 基建
廣州城投集團下属国有独资的广州大学城投资经营管理有限公司成立于2003年7月，負責大學城内基建配套的營運維護等，其集约化管理著大學城的電力、熱力和冷氣系统，還有杂用水厂、综合管沟、信息枢纽楼等：
- 分布式能源系统：区域集中发电、供热和供冷。由三座冷站统一供冷全城。能源站余热可集中供应热水，可循环梯度利用。
- 分质供水系统：两套独立管道区分提供“高质水”（生活用）和“杂用水”（冲洗、绿化、消防用）。
- 城市综合管沟：集中布置全城电力、通讯和水源管线，设有自动控制、报警和灾害监控系统，全长18公里。

### 商业
大学城建立伊始，便设有综合商业南区、综合商业北区两个起步较早的、由政府主导的商业规划区，分别位于大学城内南北两个地铁站旁边，是大学城规划的提供购物、餐饮、娱乐和邮政等生活配套服务的商业中心，但由于地理位置离学生生活区较远，加上其他商业区发展迅速，人气较其他商业点冷清，最终，综合商业南、北区分别于2012年和2014年被拆除，其中综合商业北区地块改建为番禺区计算科学与大数据产业园。
位于北亭村内的北亭广场于2007年9月底开业，建筑面积12.56万平方米，是大学城开业最早、规模最大的商业综合体，因自身定位不清、经营不善等原因，商铺出租率不断下降，2011年10月，海航集团进驻北亭广场，欲将其打造为全国第一家“YH城”，仅一年后又宣布撤离，商场处于半空置状态，2021年10月改建为创业园“中关村青创汇”。
目前，广州大学城内的大型商业中心主要有广州大学商业中心（位于广州大学内）和GOGO新天地（位于贝岗村内），提供饮食、娱乐、超市、服饰、精品等众多服务。在大学城仅剩的自然村（南亭村、贝岗村、北亭村和穗石村）内亦有各具规模的村办商业区，例如贝岗村借助地理优势在临街搭建一排商铺，受到众多师生的欢迎。

### 文化及休闲

#### 小谷围岛内
- 广东科学中心
- 嶺南印象園
- 广州大学城中心湖公园
- 湾咀头湿地公园
- 贝岗湿地公园
- 赤坎湿地公园
- 广州文学艺术创作中心（广州画院美术馆）
- 广州美术学院大学城美术馆
- 星海音乐学院音乐厅
- 广东中医药博物馆（广州中医药大学内）
- 南汉二陵博物馆
- 穗石村炮台遗址（广东药科大学内）
- 广州市国家档案馆

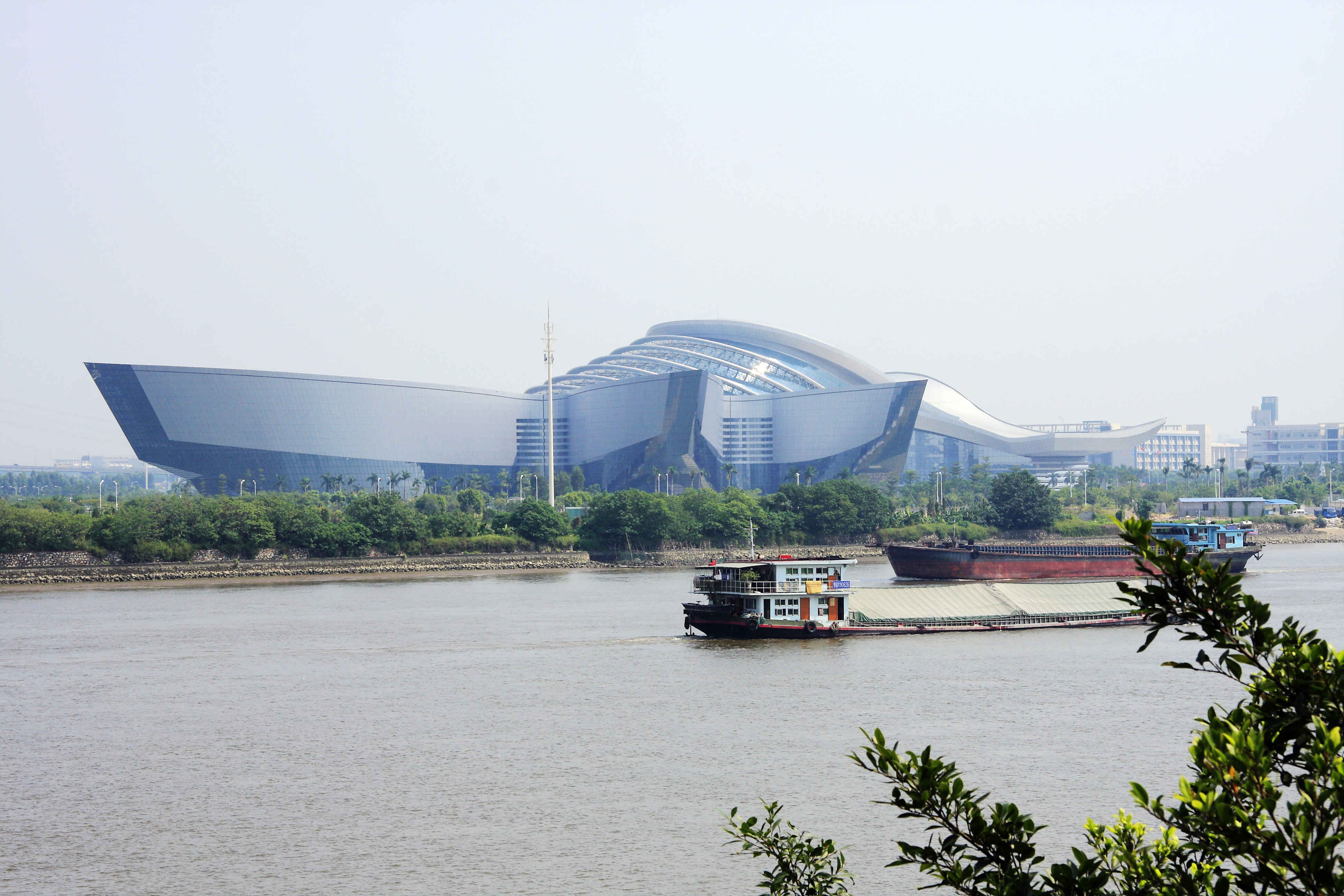
廣東科學中心

- 南海神祠（一带村落原建有15个南海神祠，此为唯一留存，建于明代，并在清顺治十二年重建[54]）

#### 小谷围岛周边
- 生物岛（官洲岛）
- 小洲村
- 瀛洲生态公园
- 黄埔军校旧址
- 长洲岛绿道

#### 大学城八景
2016年9月，《南方都市报》与番禺区联合主办大学城八景评选活动，经过近两个月的提名、网友投票和专家评审，最终在同年11月3日从社会各界推荐的200多个候选景点中确定了大学城内最值得参观游览的八个景点。值得一提的是，由于大学城八景的名额不足以容纳大学城内十大高校的优秀景点，为了公平起见，大学城八景之一的“学府星辉”由十大高校的标志性美景组合而成。
| 四字雅称 | 具体景点 |
| -------- | --- |
| 心湖春满 | 中心湖公园 |
| 科普大观 | 广东科学中心 |
| 岭南印象 | 嶺南印象園 |
| 蝶化青蓝 | 青蓝街国家家庭应用示范基地 |
| 南亭古渡 | 南亭渡口（含关良故居） |
| 玉带环珠 | 湾咀头湿地公园及环大学城绿道 |
| 国馆藏珍 | 广州市国家档案馆 |
| 学府星辉 | 大学城各校美景： 岐黄流芳：广州中医药大学广东中医药博物馆 工大魔方：广东工业大学图书馆 一塔湖图：广州大学报时塔 仙坊圣影：中山大学正门牌坊 药池淅水：广东药科大学淅水荷花池 雕馆览胜：广州美术学院雕塑馆 语心粼波：广东外语外贸大学语心湖 古祠斜阳：华南理工大学内的岭南古民居 砚湖春晓：华南师范大学砚湖 星海乐府：星海音乐学院音乐厅 |

### 医疗
- 广东省中医院大学城医院
- 各高校的校医院、医务室：

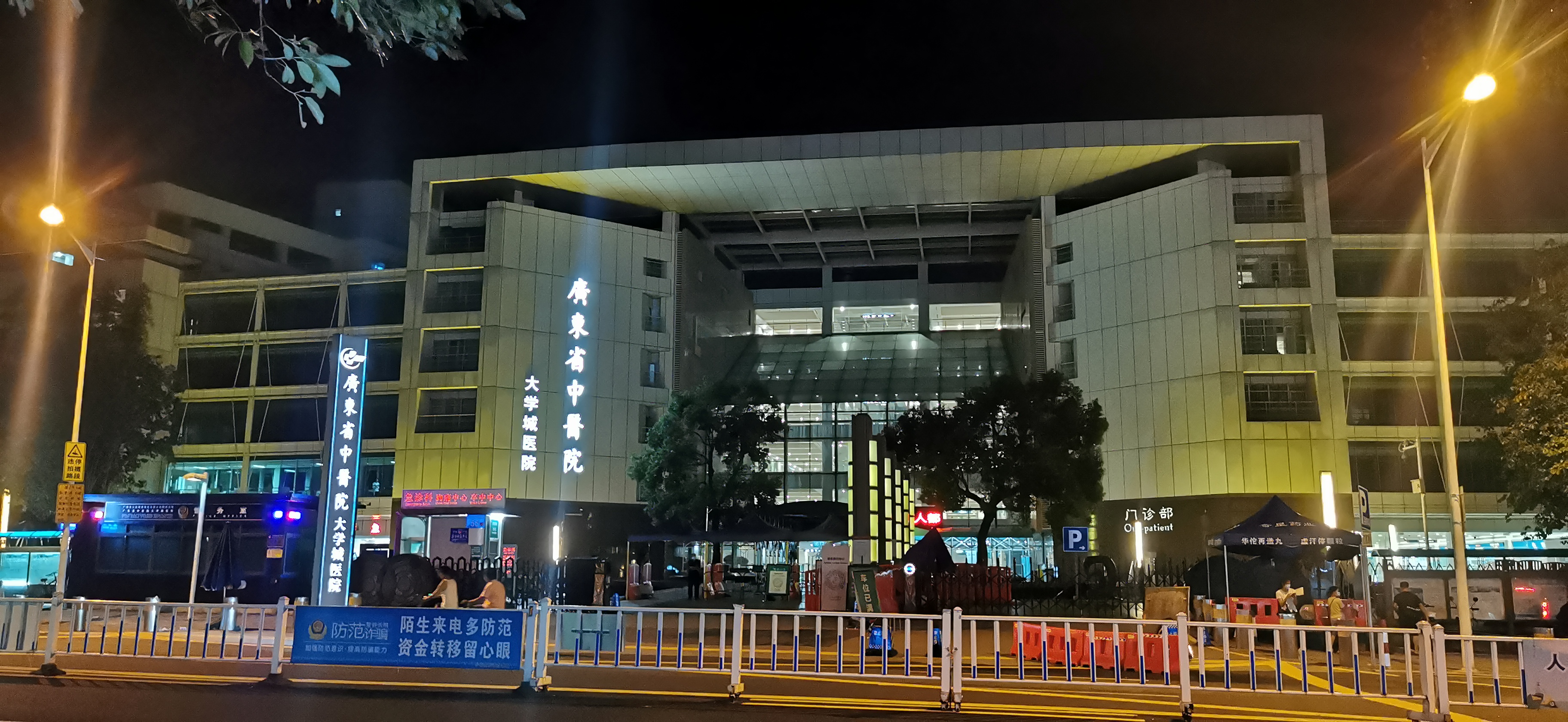
广东省中医院大学城医院

  - 中山大学广州校区东校园门诊部（隶属中山大学附属第一医院）
  - 华南理工大学校医院大学城校区门诊部
  - 华南师范大学校医院大学城校区门诊部
  - 广东外语外贸大学大学城校区门诊部
  - 广州中医药大学大学城中医门诊部
  - 广东药科大学大学城校区医务室
  - 广州大学门诊部
  - 广东工业大学医院
  - 广州美术学院大学校校区医务室
  - 星海音乐学院大学校校区医务室

### 体育

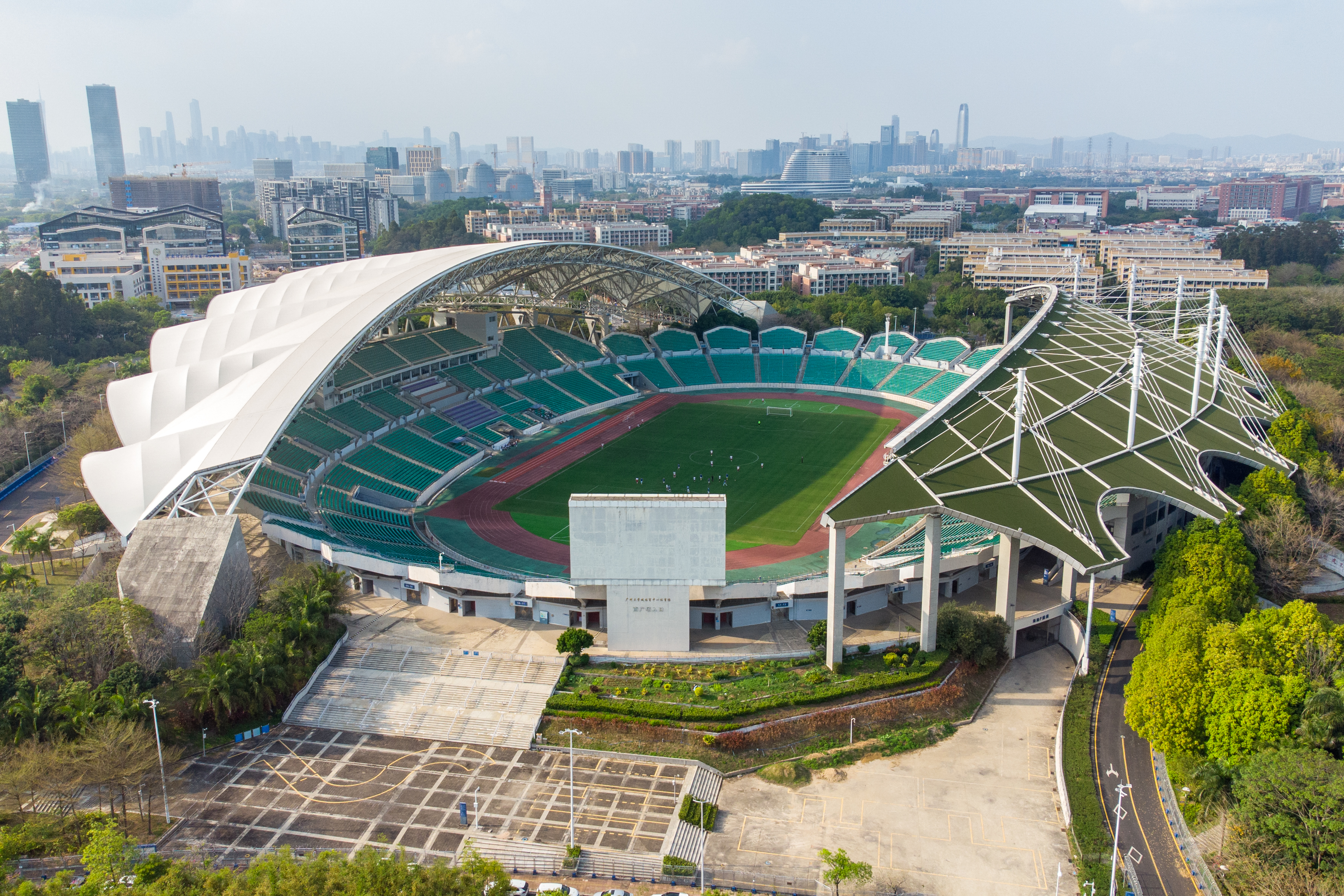
中心区体育场

大学城体育场馆“八馆一场”举办过多次大型比赛。2007年第八届全国大学生运动会的开幕式在广州大学城体育中心举行，闭幕式在华南师范大学体育馆举行，各项赛事由大学城各高校组成的十个赛区承担；2010年广州亚运会亦有部分比赛和训练活动在大学城的部分场馆举行。
大学城体育中心举办的大型体育赛事還有2019年11月举行的2020年东京奥运会女子7人制橄榄球亚洲区资格赛、2021賽季的中超聯賽等。

#### 大学城体育与信息共享区
| 体育场馆           | 体育场馆               | 体育场馆 | 占地面积（m2） | 建筑面积（m2） | 座位数 | 落成日期   |
| ------------------ | ---------------------- | -------- | -------------- | -------------- | ------ | ---------- |
| 广州大学城体育中心 | 广州大学城中心区体育场 | 主体育场 | 260000         | 49791          | 40000  | 2007年5月  |
| 广州大学城体育中心 | 广州大学城中心区体育场 | 训练副场 | 260000         |                |        | 2007年5月  |
| 广州大学城体育中心 | 极限运动公园           | 自行车馆 | 24000          | 23710          | 4000   | 2010年8月  |
| 广州大学城体育中心 | 极限运动公园           | 小轮车场 | 1200           |                |        | 2010年8月  |
| 广州大学城体育中心 | 极限运动公园           | 轮滑场   | 4600           |                | 1000   | 2010年8月  |
| 广州大学城体育中心 | 极限运动公园           | 攀岩场   | 7000           |                |        | 2013年3月  |
| 广州大学城体育中心 | 极限运动公园           | 滑板场   | 16000          |                |        | 2014年10月 |

#### 各高校体育场馆
| 体育馆                 | 建筑面积（m2） | 竞赛功能定位           | 座位数                     | 座位数   | 座位数 | 体育场                 | 建筑面积（m2） | 座位数     |
| 体育馆                 | 建筑面积（m2） | 竞赛功能定位           | 固定坐席                   | 活动坐席 | 合计   | 体育场                 | 建筑面积（m2） | 座位数     |
| ---------------------- | -------------- | ---------------------- | -------------------------- | -------- | ------ | ---------------------- | -------------- | ---------- |
| 中山大学体育馆         | 11639          | 排球                   |                            |          | 4923   | 中山大学体育场         | 3405           | 3009       |
| 广东外语外贸大学体育馆 | 9973           | 排球，兼顾篮球、羽毛球 | 2433                       | 1614     | 4047   | 广东外语外贸大学体育场 | 2702           | 3231       |
| 广州中医药大学体育馆   | 6240           | 武术，兼顾篮球、羽毛球 | 1854                       | 1000     | 2854   | 广州中医药大学体育场   | 3755           | 2735       |
| 广东药科大学体育馆     | 14455          | 体操、团体操           | 3008                       | 2006     | 5014   | 广东药科大学体育场     |                |            |
| 华南理工大学体育馆     | 12377          | 乒乓球，兼顾篮球、排球 |                            |          | 5632   | 华南理工大学体育场     | 7113           | 3700       |
| 广东工业大学体育馆     | 14050          | 篮球                   | 4200                       | 1304     | 5504   | 广东工业大学体育场     | 7116           | 5140       |
| 广州大学体育馆         | 8195.9         | 篮球                   |                            |          | 5130   | 广州大学体育场         | 10000          | 5000       |
| 华南师范大学体育馆     | 19206          | 羽毛球，兼顾篮球 游泳  | 4621（主馆） 970（游泳馆） |          |        | 华南师范大学体育场     | 4845           | 2705       |
| 星海音乐学院体育馆     | 1287           |                        |                            |          |        | 资料来源：             | 资料来源：     | 资料来源： |
| 广州美术学院体育馆     |                |                        |                            |          | 1000   | 资料来源：             | 资料来源：     | 资料来源： |

### 教育
除大学外，大学城内亦设有幼儿园、小学及中学，以方便城内居民和教职工子女就读。
- 中学
  - 广州大学附属中学大学城校区
- 小学
  - 华南师范大学附属广州大学城小学
  - 广州大学附属小学
  - 穗石小学
- 幼儿园
  - 小谷围街中心幼儿园
  - 朝阳幼儿园
  - 童星幼儿园
  - 番禺大学城幼儿园

## 交通

### 巴士

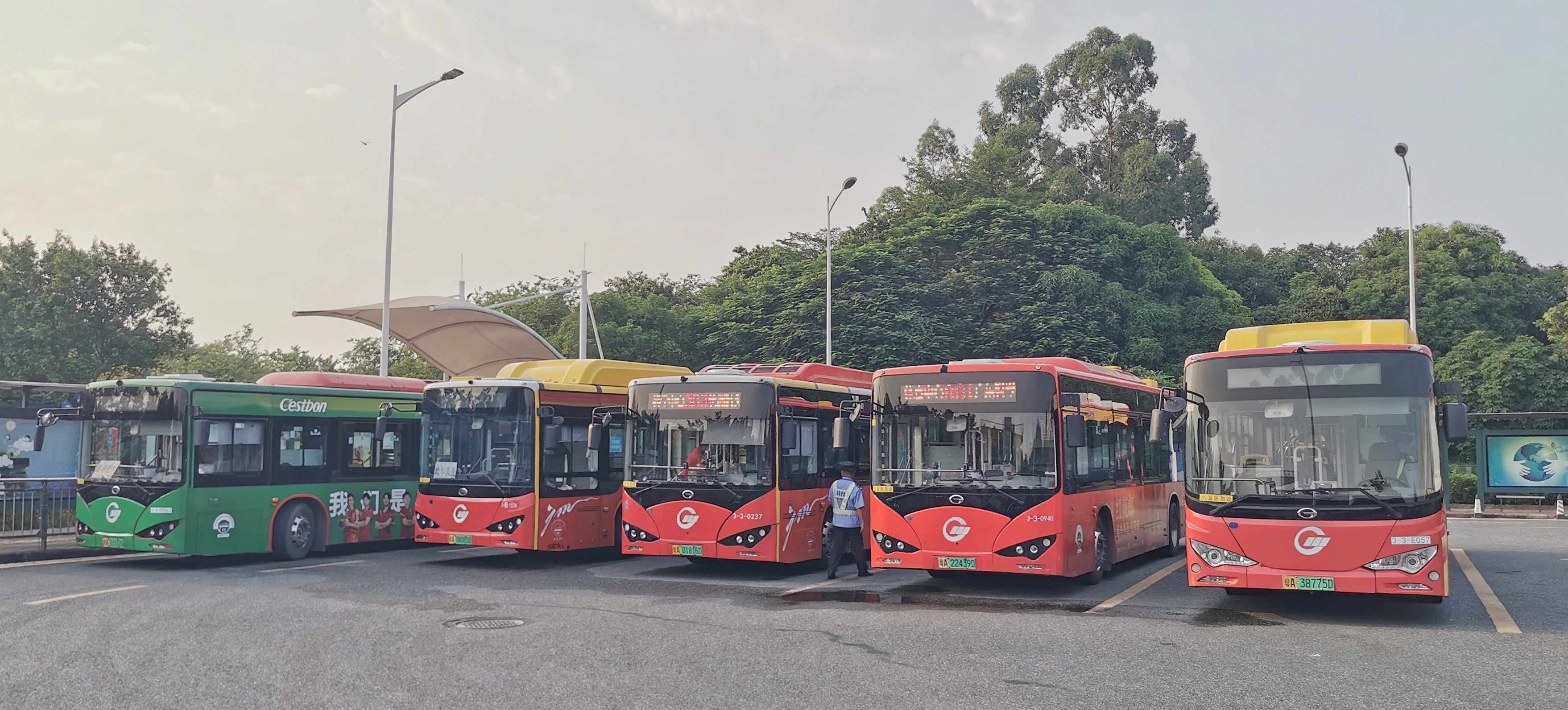
大学城（科学中心）公交总站

大学城内有连接市区各地的进出岛公交线路，亦设有岛内公交线路来往主要公共设施与各校区。
在大学城规划初期，有关部门就设计了380路~391路共12条岛内线路以及大学城1线~大学城4线（也称大学城专线1~大学城专线4）四条通勤专线，方便岛上师生出行；后期当局根据客流情况对部分线路进行了调整，还开办了只在工作日早晨运营的大学城班线来接载市区教职工到大学城上班。
2020年，大学城更开办“拼BUS”动态公交出行服务，乘客可在每日7时至21时间使用“拼BUS”微信小程序预约公交车。
此外，星海音乐学院（大学城校区）西北门附近曾设有隶属于市桥汽车站的客运招呼站，用于在假期时接载师生前往临近省市及市区客运站点，该招呼站已于2021年6月1日随市桥汽车站的关闭而同步取消。

### 地铁

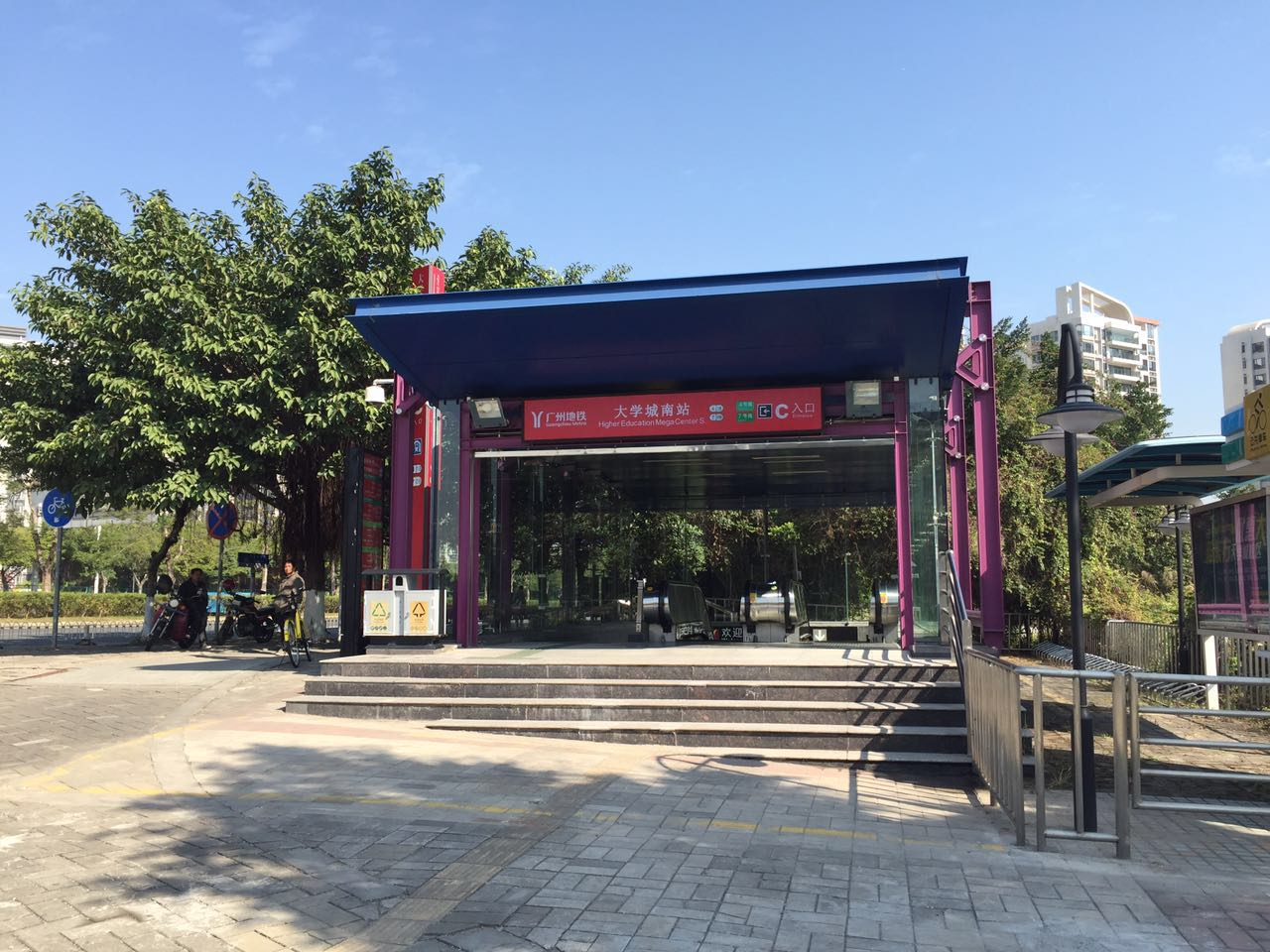
地铁大学城南站

目前地铁是大学城师生和居民前往市区的主要交通工具。
- 大学城北站：4号线、12号线
- 大学城南站：4号线、7号线、12号线

### 铁路
建设中的城际铁路广州东环城际在大学城西侧设有广州大学城站，预计于2025年建成启用。

### 渡轮

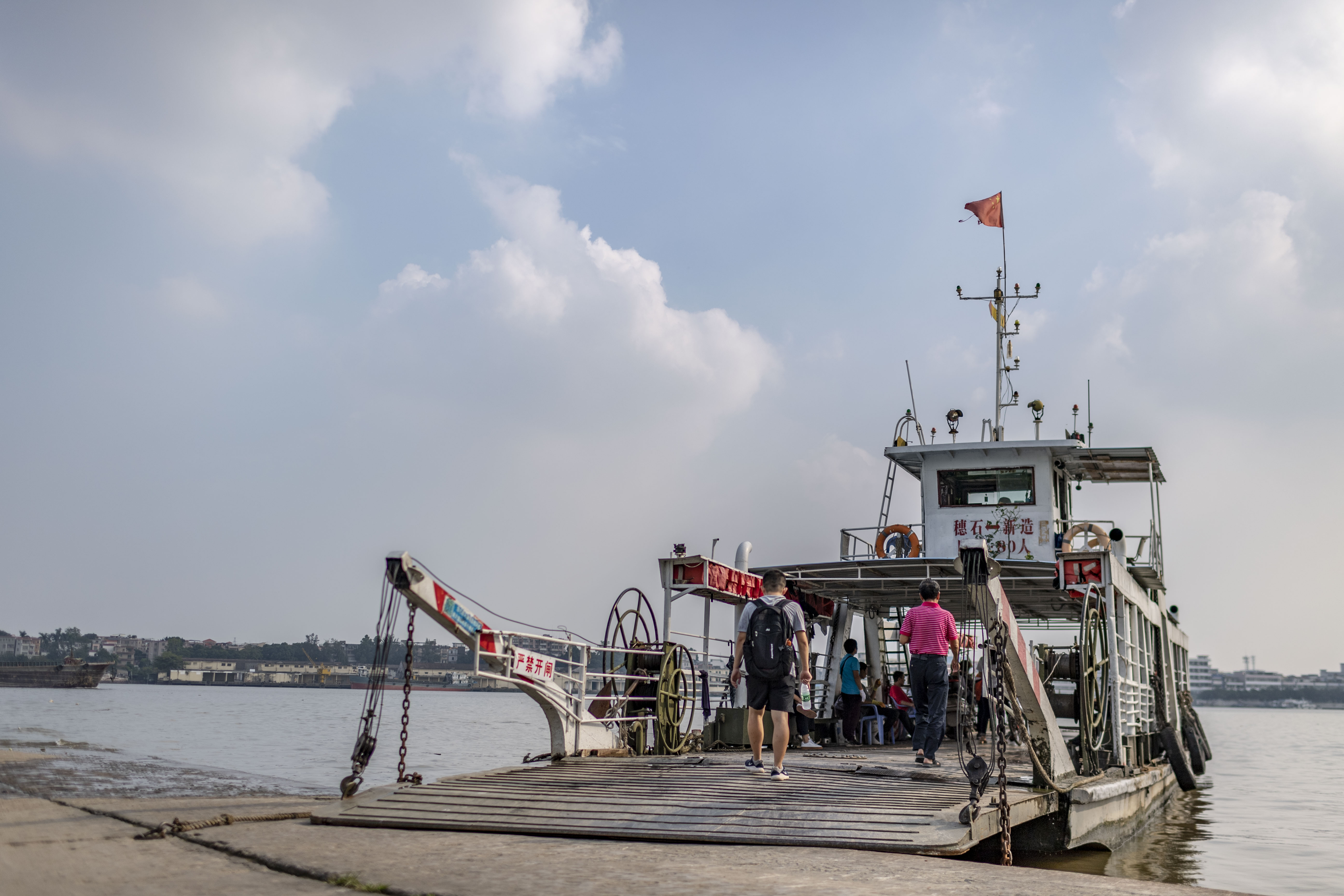
穗石渡口

大学城内有南亭、穗石、新造三个渡口，连接番禺新造镇和南村镇，但随着客流下降，南亭渡口和穗石渡口已于2021年6月起停运。

### 道路

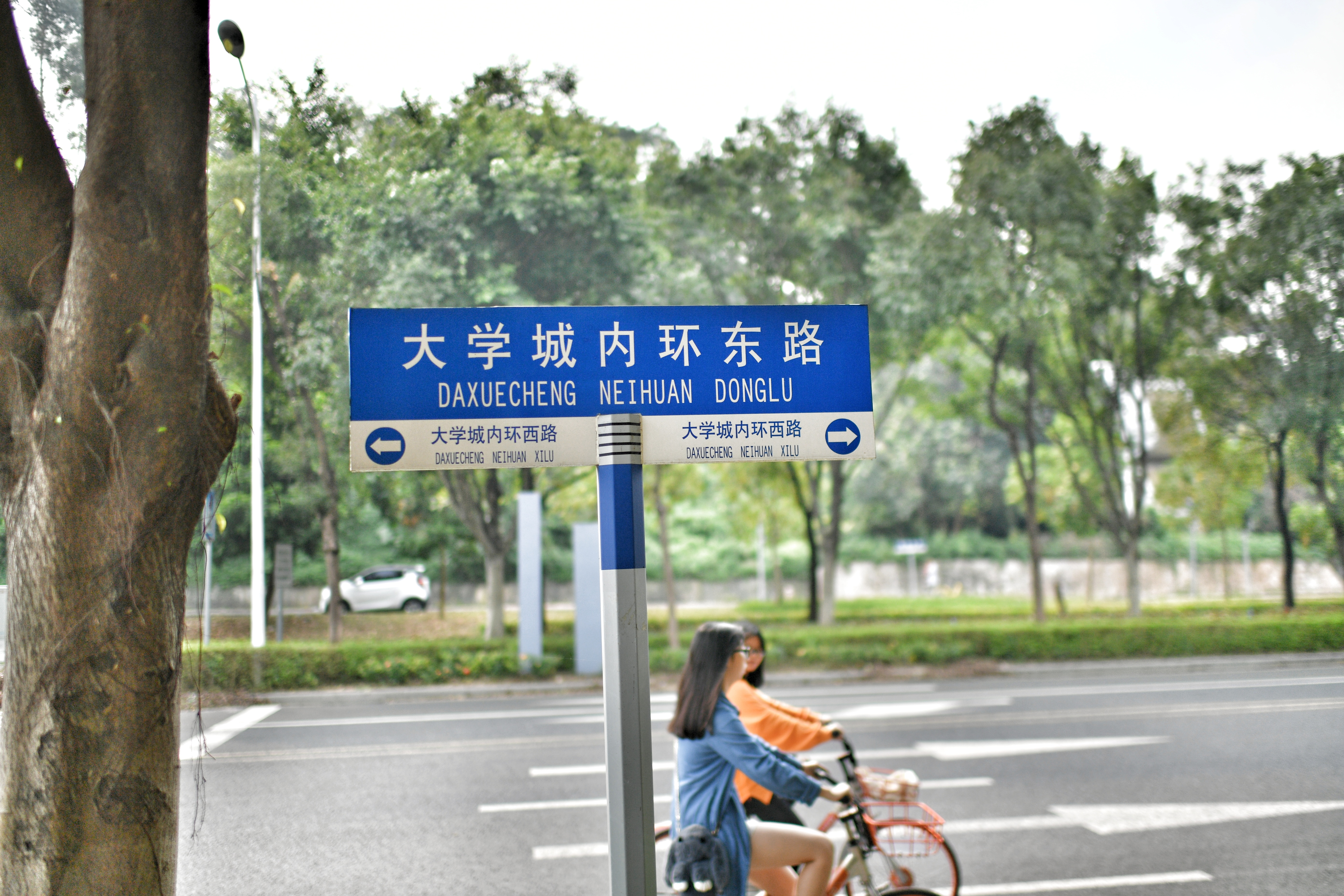
大学城内环东路

大学城内的开放式路网由内环、中环、外环3条环形道路和16条衔接道路组成，3条环形道路将大学城分隔成中心休闲区、生活区和教学区；出岛道路有通往市区的仑头-生物岛-大学城隧道和小洲桥，通往长洲岛的赤坎桥，通往新造（创新城南岸）的金光隧道，以及南沙港快速路和新化快速路两条高速公路。
大学城内已命名的道路共有43条，在当初命名时借鉴了外国道路命名的做法，采用数字、方位序列命名，但部分市民反映这些路名未能凸显大学城的功能和传承历史文化，以及指位性不够强，名称生硬难辨。
2014年3月以来，广州大学城外环、中环、内环共6条道路原先的名称得到保留，其他道路采用3种形式更名，分别是：
- 以大学城内10所高校名称（简称）与方位或数字序列派生命名。
- 以当地老地名（贝岗村、南亭村、北亭村、穗石村、康陵）派生命名。
- 采用寓意式与方位命名，专名采用诗词古训，寓意与大学城教书育人的定位相符。

更名后，大学城道路名称突出大学城的功能定位，同时兼顾当地历史和地理特点，指位性更强。
| 更名前     | 更名前         | 更名后     |
| ---------- | -------------- | ---------- |
| 中心大街北 | 中心大街北     | 中心北大街 |
| 中心大街南 | 中心大街南     | 中心南大街 |
| 中一路     | 中一路         | 星海东路   |
| 中一横路西 | 中一横路西     | 精英街     |
| 中一横路东 | 中一横路东     | 模范街     |
| 中二路     | 中二路         | 静宁街     |
| 中二横路   | 中山大学西南侧 | 青蓝街     |
| 中二横路   | 中山大学东北侧 | 贝岗村大街 |
| 中三路     | 中三路         | 风茂街     |
| 中三横路   | 中三横路       | 尚法街     |

| 更名前     | 更名前     | 更名后   |
| ---------- | ---------- | -------- |
| 中四路     | 中四路     | 中大西路 |
| 中四横路   | 中四横路   | 求真街   |
| 中五路     | 中五路     | 广工一路 |
| 中五横路   | 中五横路   | 溪苑街   |
| 中六路     | 中六路     | 明志街   |
| 中六横路西 | 中六横路西 | 文秀街   |
| 中六横路东 | 中六横路东 | 俊贤街   |
| 中七路     | 中七路     | 立德街   |
| 中八路     | 中八路     | 华工南路 |

| 更名前 | 更名前           | 更名后     |
| ------ | ---------------- | ---------- |
| 西一路 | 西一路           | 星海西路   |
| 西二路 | 西二路           | 华师三路   |
| 西三路 | 西三路           | 华师二路   |
| 西四路 | 西四路           | 华师一路   |
| 西五路 | 中部枢纽西北侧   | 北亭村大街 |
| 西五路 | 中部枢纽东南侧   | 档案馆路   |
| 西六路 | 西六路           | 科普路     |
| 南一路 | 南一路           | 广工二路   |
| 南二路 | 南二路           | 国医东路   |
| 南三路 | 市国家档案馆南侧 | 广美路     |
| 南三路 | 市国家档案馆北侧 | 国医西路   |

| 更名前 | 更名前           | 更名后     |
| ------ | ---------------- | ---------- |
| 南四路 | 南四路           | 南亭村大街 |
| 南五路 | 南沙港快速西南侧 | 广大路     |
| 南五路 | 南沙港快速东北侧 | 康陵路     |
| 东一路 | 东一路           | 穗石村大街 |
| 东二路 | 东二路           | 华工北路   |
| 东三路 | 东三路           | 广药路     |
| 东四路 | 东四路           | 广中医路   |
| 北一路 | 北一路           | 中大东一路 |
| 北二路 | 北二路           | 中大东二路 |
| 北三路 | 北三路           | 广外西路   |
| 北四路 | 北四路           | 广外东路   |

## 事件和争议

### 强行征收土地
大学城所在的小谷围岛，原有13个村落。2003年大学城建设规划中保留贝岗、南亭、北亭和穗石村，其余村庄土地由广州市政府征收。此征收行为未经国务院批准，广州市政府自行将土地征收化整为零分为39个地块，以逃避国务院监察。其建筑用地征收价格低于100元人民币。部分土地更用作商业地产建筑用地出让。
当时部分村民抗议征收行为，政府出动警察、治安队员、城管进行强制性清拆。村民房屋被清拆后在征收地搭棚居住，棚屋也被拆除。很多村民没有接受赔偿，也没有房屋居住，只好住在村遗留下来的祠堂裡，生活条件恶劣。

### 用铁皮墙分割保留村
2010年广州亚运会举行前夕，市政府为改善保留村的市容，在自然村周围筑起铁皮墙，仅留下少量出入口供村民出入。部分村民认为这样做改善了村内的管理和治安，亦有人认为，这一做法是对村民的歧视和权利的侵犯。一些在自然村内开饮食店的商户称，铁皮墙筑起之前，附近的学生经常光顾，但铁皮墙筑起后由于反射太阳的辐射，导致铁皮墙内十分闷热，学生不再过来光顾；铁皮墙内侧早已贴满“牛皮癣”，部分临街的商户甚至将门前的铁皮自行剪破，凿出了可供人进出的“门”。直到亚运会结束4年后的2015年2月，铁皮墙才被有关部门拆除。

### 小洲便桥
小洲便桥是连接大学城与海珠区小洲的便桥，曾经是多条进入大学城的公交线路的必经之路。据政府介绍，小洲便桥在建设时仅用于工程车辆进出大学城用，并非用于日常交通出行；由于南沙港快速路、生物岛隧道等其它进入大学城的主要通道在设计时未考虑到行人和非机动车的需要，因此小洲便桥目前仍是行人和非机动车进出大学城岛的唯一陆上通道。
2013年初，小洲便桥进行封闭施工，部分公交的终点站改为小洲便桥西（现小洲路东），不再进入大学城，大学城师生的出入受到很大影响，此后小洲便桥更经检测为危桥，需要拆除。
在大学城师生的呼吁下，有关部门取消了拆除小洲便桥的计划，并准备对其维修加固。2014年2月，小洲便桥开始围蔽施工，并于同年8月20日恢复正常通车。

### 环卫工罢工
2014年8月21日，广州大学城约200名环卫工人在新学期开学时集体停工进行维权，导致大量垃圾堆积如山无人清理；由于天气炎热，路面上和垃圾桶内的垃圾已经恶臭难闻，有的垃圾桶甚至积了半桶蛆虫。此时正值广东爆发登革热疫情，此事引起大量关注。
环卫工罢工是由于大学城内负责环卫保洁工作的承包商“广电物业”在该年的竞标中失败，将于8月31日撤出，合同将到期的环卫工大部分被安排到大学城以外的地区工作，而他们希望留在大学城工作。但由于承包商在竞标失利后，没有与合同到期的工人续签合同，也没有和已签订两三次固定期限劳动合同的工人签订无固定期限劳动合同，而统一将劳动合同变更至2014年8月31日，也就是物业公司交接环卫项目的日期，因此环卫工人无法得到经济补偿。
在之后将近一个月内，环卫工人举行多次工人代表会议，并多次静坐抗议，大学生也开始发起签名和众筹支持活动。经过多轮谈判后，最终在9月9日，环卫工人与广电物业公司在政府的见证下达成协议，工人在次日早上复工，此轮罢工事件告一段落。由于参与罢工的环卫工人多为女性，故这次罢工行动亦被部分媒体称为“广州大学城环卫女工罢工维权事件”。